# Aristotel Onassis
Aristotel Onassis (în greacă Αριστοτέλης Ωνάσης; n. 20 ianuarie 1906, Smyrna – d. 15 martie 1975, Paris) a fost un armator grec.

## Viața
Aristotelis Sokratis Onassis s-a născut la 20 ianuarie 1906, în orașul Smyrna (astăzi Izmir, Turcia), într-o familie din clasa de mijloc. În acea perioadă, orașul trecea printr-o perioadă prosperă, aflat sub ocupație greacă, perioadă însă ce nu va dura prea mult. În vâltoarea evenimentelor ulterioare Primului Război Mondial, orașul a fost recucerit de Turcia, fapt care a marcat declinul familiei Onassis, care și-a pierdut afacerile cu tutun și tot ce acumulase de pe urma lor. Membrii familiei s-au refugiat în Grecia.
În 1923, la șaptesprezece ani, Aristotel Onassis a fugit în Argentina, cu doar câțiva dolari asupra lui. La Buenos Aires reușește să fie angajat ca telefonist, și profită de ocazie pentru a investi în vechile afaceri ale familiei lui, încetul cu încetul acestea ajungând să prospere. Importul de tutun și fabricația țigărilor îi aduc câștiguri fabuloase, se implică în activități variate, se dedică muncii și pune pasiune în ceea ce face, astfel încât câștigă primul milion de dolari înainte de împlinirea vârstei de 25 de ani, ajungând să dețină multe nave de linie, petroliere și baleniere. Este urmărit de FBI, în 1954, fiind cercetat sub acuzația de fraudă împotriva Guvernului American, în ceea ce privește legile transporturilor navale. Pledează vinovat și plătește o amendă de 7 milioane de dolari. În 1957 pune bazele Olympic Airways (astăzi Olympic Airlines) compania națională de transport aerian a Greciei.

## Familia
Onassis se căsătorește pe 28 decembrie 1946 cu Athina Livanos, fiica lui Stavros Livanos, magnat al transporturilor. Fiul lor, Alexander Onassis (30 aprilie 1948 - 23 ianuarie 1973), și fiica lor Christina Onassis (11 decembrie 1950 - 19 noiembrie 1988), se nasc la New York.
După divorțul lor, Athina se căsătorește cu John-Spencer Churchill], marchiz de Blandford. Mai târziu ea se va căsători cu Stavros Niarchos], fostul soț al surorii ei decedate și rivalul lui Onassis în domeniul transporturilor.
În ciuda faptului că amândoi erau căsătoriți, Onassis și soprana Maria Callas au avut o aventură de notorietate publică. Potrivit publicației Greek Fire, în urma acestei aventuri ar fi rezultat și un copil, un băiat, ce a decedat la scurt timp după naștere, pe 30 martie 1960. Onassis și-a încheiat aventura prin căsătoria cu Jacqueline Kennedy, văduva președintelui american John F. Kennedy, căsătorie ce a avut loc la data de 20 octombrie 1968. Se vehiculează faptul că Jacqueline ar fi insistat asupra unei căsătorii în locul unei aventuri romantice pentru a evita să-și supere copii din căsnicia anterioara (Caroline și John F. Kennedy Jr.).
Callas pare totuși să fi fost dragostea vieții lui Onassis, mărturie stând faptul că fericirea lui alături de Jackie a fost una de scurtă durată (a încercat să divorțeze dar nu a reușit datorită legilor grecești de la acea vreme), și din numeroasele ocazii când a încercat s-o viziteze pe Callas pe parcursul căsniciei cu Jackie.
La moartea fiului său Alexander într-un accident de avion, Onassis s-a dus la Paris, unde Callas trăia dupa retragerea din viața artistică. "Dacă fiul nostru ar fi trăit..", ar fi spus Callas, referindu-se la copilul pe care cei doi se presupune că l-ar fi avut împreună în 1960. Onassis nu și-a revenit niciodată în urma acestei pierderi.

## Moartea lui Onassis
Onassis se stinge din viață la vârsta de 69 de ani, pe 15 martie 1975, în Neuilly-sur-Seine, Franța, din cauza unei pneumonii, o complicație a afecțiunii de care suferea în ultimii săi ani de viață, miastenia gravis. Conform testamentului, fiica sa Christina a moștenit 55% din averea Onassis, în timp ce restul de 45% au fost folosiți pentru "Fundația Alexander S. Onassis" înființată în memoria fiului său Alexander Onassis. Această parte de 45% ar fi fost cea pe care fiul său ar fi moștenit-o dacă nu ar fi decedat în 1973. Jacqueline Kennedy se pare că ar fi primit o sumă declarată de circa 10.000.000$ (26 milioane conform altor surse), sumă ce a fost negociată de fostul ei cumnat, Teddy Kennedy (această sumă va crește mai târziu la câteva sute de milioane sub îndrumarea financiară a lui Maurice Tempelsman, omul ce i-a fost alături până la moarte). Partea Christinei din averea Onassis a trecut între timp în posesia Athinei Onassis, singurul ei copil, făcând din ea una din cele mai bogate femei din lume.